# Lygophis elegantissimus
La culebra pampeana (Lygophis elegantissimus) es una especie de ofidio del género Lygophis. Esta serpiente habita en pastizales del centro-este de la Argentina.

## Distribución y costumbres
Es un ofidio endémico del sistema de Ventania, situado al sudoeste de la provincia de Buenos Aires (Argentina). Habita en pastizales rocosos y es de hábitos diurnos, alimentándose de lagartijas y anfibios. Su reproducción es ovípara. No representa ningún peligro para el ser humano.
Conservación
Lygophis elegantissimus ha sido evaluada por la Unión Internacional para la Conservación de la Naturaleza (IUCN) en su "lista roja" como una "especie bajo preocupación menor". A pesar de que su geonemia total es bastante pequeña, no hay grandes amenazas que puedan afectar a la especie haciendo que experimente descensos significativos de su población.

## Taxonomía y características
Historia taxonómica

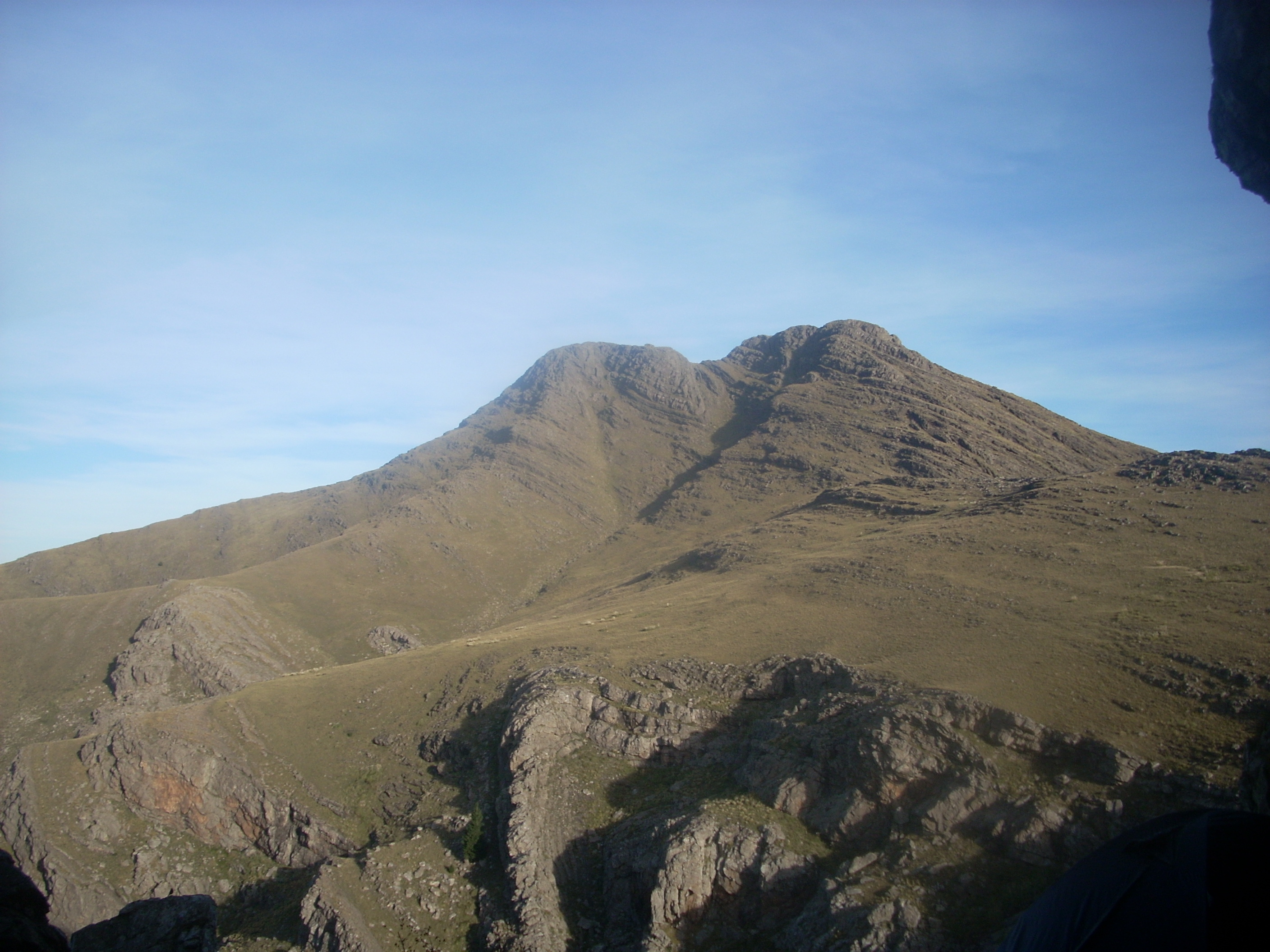
Cerro Tres Picos, con pastizal típico de la sierra de la Ventana, el hábitat de esta ofidio.

Lygophis elegantissimus fue descrita originalmente en el año 1896 por el zoólogo Julio Germán Koslowsky bajo el nombre científico de Rhadinaea elegantissima.
En 1926 A. Amaral sinonimizó este taxón con Rhadinaea anomala. José María Gallardo en 1977 la ubicó como una subespecie de Liophis anomalus, es decir: Liophis anomalus subsp. elegantissima. En 1989, James R. Dixon la elevó al grado de especie plena, dentro de Liophis. Finalmente en 2009 Hussam Zaher y otros la sitúan en el género Lygophis.
Ejemplar tipo
El ejemplar holotipo era una hembra de 630 mm de longitud, colectada en 1890 por J. Koslowsky y N. Alboff, la cual aparentemente se ha perdido, según J. Williams.
Localidad tipo
La localidad tipo es: “Sierra de la Ventana, provincia de Buenos Aires, Argentina.”
Características
Lygophis elegantissimus es un ofidio esbelto y relativamente pequeño, con longitudes entre los 40 y los 70 cm. La especie más similar es Lygophis anomalus, habitante de la llanura pampeana. Ly. elegantissimus se caracteriza por presentar un patrón cromático de fondo oliváceo sobre el cual se disponen manchas irregulares negras. A lo largo de la línea media vertebral exhibe una banda de color rojo vivo, marginada por manchas amarillas.